# شتز کریک
شتز کریک (انگلیسی: Schitt's Creek در تیتراژ Schitt$ Creek) مجموعه‌ای تلویزیونی کمدی موقعیت ساخت کانادا است. دن و یوجین لوی سازندگان آن هستند. پخش این مجموعه از ۱۳ ژانویهٔ ۲۰۱۵ در سی‌بی‌سی تله‌ویژن آغاز شد. فصل ششم و پایانی آن در ۷ ژانویهٔ ۲۰۲۰ آغاز و پخش شد.
این سریال کانادایی توانست در دورهٔ هفتاد و دوم جوایز امی ساعات پربیننده جوایز بهترین بازیگر زن و مرد در رشتهٔ طنز را به خاطر نقش‌آفرینی کاترین اوهارا و یوجین لوی دریافت کند. انی مورفی و دن لوی نیز جوایز بهترین بازیگران نقش مکمل در رشتهٔ طنز را به خاطر حضور در این سریال دریافت کردند.

## خلاصهٔ داستان
خانوادهٔ ثروتمند رز شامل جانی رز، سرمایه‌دار برجستهٔ ویدئو کلوب (با بازی یوجین لوی (به همراه همسرش مویرا رز بازیگر پیشین تلویزیون (با بازی کاترین اوهارا) و دو فرزند بالغ‌شان دیوید و الکسیس (با بازی دن لوی و انی مورفی) پس از اختلاس مدیر اقتصادی‌شان، ثروت‌شان را از دست می‌دهند و باید زندگی‌شان را در در تنها دارایی‌شان، شهر کوچک شتز کریک بسازند. آن‌ها این شهر در سال ۱۹۹۱ به خاطر نام خنده‌دارش به شوخی برای پسرشان خریده بودند.
خانوادهٔ رز به شتز کریک می‌آیند و در دو اتاق کنار هم در یک متل فرسوده ساکن می‌شوند. در حین آن که خانواده سعی می‌کنند با زندگی جدید خو بگیرند. رفتار ثروتمندانهٔ آن‌ها با رفتار محلی مردم این شهر کوچک در تضاد قرار می‌گیرد. از جمله اهالی آنجا شهردار، رلاند شت (با بازی کریس الیوت و همسرش جاسلین شت (با بازی جن رابرتسن) و مسئول متل، استیوی باد (با بازی امیلی همپشر) هستند.